# Satz von Baer-Epstein
In der Mathematik ist der Satz von Baer-Epstein ein grundlegender Satz in der Topologie von Flächen. Er besagt, dass homotope Kurven auf Flächen sogar isotop sind, und dass homotope Homöomorphismen von Flächen stets isotop sind. Er ist nach Reinhold Baer und David Epstein benannt.

## Kurven auf Flächen

Zwei einfache geschlossene Kurven auf dem Torus.

Eine einfache geschlossene Kurve auf einer Fläche {\displaystyle F} ist eine Einbettung {\displaystyle i\colon S^{1}\to F}. Zwei Kurven 
{\displaystyle i_{0},i_{1}\colon S^{1}\to F}
heißen homotop, wenn es eine stetige Abbildung 
{\displaystyle H\colon S^{1}\times \left[0,1\right]\to F}
mit {\displaystyle H(x,0)=i_{0}(x),H(x,1)=i_{1}(x)\ \forall \ x\in S^{1}} gibt. Zwei einfache geschlossene Kurven {\displaystyle i_{0},i_{1}} heißen isotop, wenn es eine Homotopie gibt, bei der für alle {\displaystyle t\in \left[0,1\right]} die Kurve 
{\displaystyle i_{t}(.)=H(.,t)\colon S^{1}\to F}
eine einfache geschlossene Kurve (also eine Einbettung) ist.
Baer bewies 1928, dass auf einer geschlossenen, orientierbaren Fläche zwei homotope einfache geschlossene Kurven auch isotop sein müssen. Dieser Satz wurde von Epstein 1966 auf nichtkompakte Flächen mit nichtleerem Rand verallgemeinert, die allgemeinstmögliche Formulierung ist die folgende.
Satz: Sei {\displaystyle F} eine beliebige Fläche, seien 
{\displaystyle i_{0},i_{1}\colon S^{1}\to F}
zwei basispunkterhaltende homotope Einbettungen, wobei {\displaystyle i_{0}} weder eine eingebettete Kreisscheibe noch ein eingebettetes Möbiusband in {\displaystyle F} berande. 
Dann gibt es eine basispunkterhaltende Isotopie mit kompaktem Träger zwischen {\displaystyle i_{0}} und {\displaystyle i_{1}}.

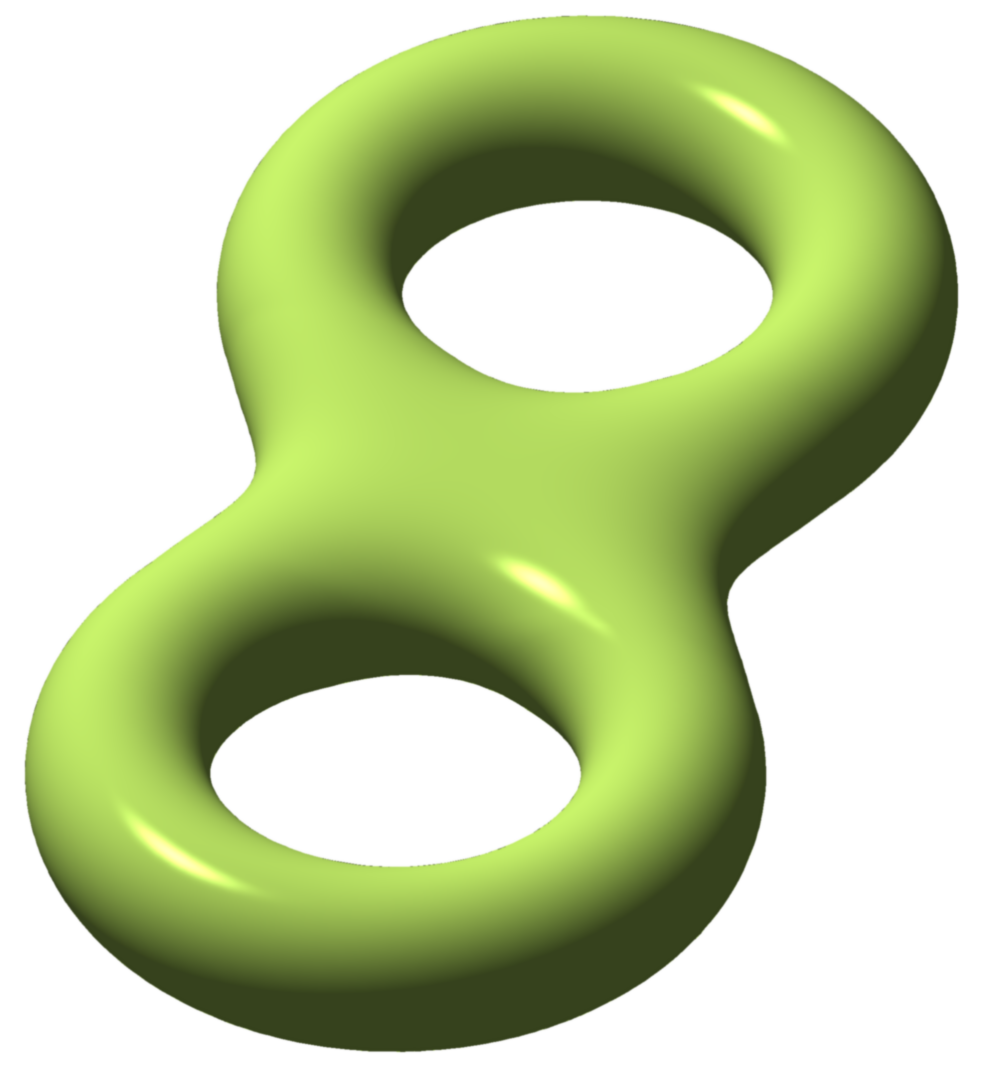
Geschlossene Fläche vom Geschlecht 2.

## Homöomorphismen von Flächen
Ein Homöomorphismus ist eine stetige Bijektion mit stetiger Umkehrabbildung. Zwei Abbildungen 
{\displaystyle H_{0},H_{1}\colon F\to F}
heißen homotop, wenn es eine stetige Abbildung 
{\displaystyle H\colon F\times \left[0,1\right]\to F}
mit {\displaystyle H(x,0)=H_{0}(x),H(x,1)=H_{1}(x)\ \forall \ x\in F} gibt. 
Zwei Homöomorphismen {\displaystyle H_{0},H_{1}} heißen isotop, wenn es eine Homotopie gibt, bei der für alle {\displaystyle t\in \left[0,1\right]} die Abbildung 
{\displaystyle H_{t}(.)=H(.,t)\colon F\to F}
ein Homöomorphismus ist.
Baer und Epstein benutzten ihre Resultate über Kurven auf Flächen, um die folgende Äquivalenz von Homotopie und Isotopie für Homöomorphismen von Flächen zu beweisen.
Satz: Sei {\displaystyle F} eine Fläche mit kompaktem Rand, seien 
{\displaystyle H_{0},H_{1}\colon F\to F}
zwei homotope Homöomorphismen. (Falls {\displaystyle F} die offene oder abgeschlossene Kreisscheibe oder der offene oder abgeschlossene Kreisring ist, setze zusätzlich voraus, dass {\displaystyle H_{0}} und {\displaystyle H_{1}} entweder beide orientierungserhaltend oder beide nicht orientierungserhaltend sind.)
Dann sind {\displaystyle H_{0}} und {\displaystyle H_{1}} isotop.